# Jules-Joseph Désaugiers
Pour les articles homonymes, voir Désaugiers.
Jules-Joseph Désaugiers (Paris, 1776 - Paris, 28 avril 1855) est le frère de Marc-Antoine-Madeleine Désaugiers et le fils de Marc-Antoine Désaugiers.

## Biographie
Consul, puis directeur des affaires commerciales, il a traduit de Arnold Hermann Ludwig Heeren les Idées sur les relations commerciales des anciens peuples de l'Afrique, 1820.

## Source
Cet article comprend des extraits du Dictionnaire Bouillet. Il est possible de supprimer cette indication, si le texte reflète le savoir actuel sur ce thème, si les sources sont citées, s'il satisfait aux exigences linguistiques actuelles et s'il ne contient pas de propos qui vont à l'encontre des règles de neutralité de Wikipédia.